# Данн, Джаррид
Джаррид Данн (англ. Jarryd Dunn; род. 30 января 1992, Престон, Великобритания) — британский легкоатлет, специализирующийся в беге на 400 метров. Бронзовый призёр чемпионата мира 2015 года в эстафете 4×400 метров.

## Биография
Впервые выступил на школьных соревнованиях по бегу в 10 лет и сразу был замечен Китом Холтом, тренером из клуба Birchfield Harriers. По его приглашению Джаррид стал регулярно тренироваться и вскоре добился первых успехов. Изначально специализировался в беге на 800 метров, но при переходе в юниорский возраст стал выступать на дистанции вдвое короче.
В 2011 году выиграл чемпионат страны среди спортсменов до 20 лет, после чего бежал 400 метров на юниорском чемпионате Европы, где смог выйти в финал и занять там восьмое место.
Из-за травмы спины почти полностью пропустил 2013 год. После столь длительного перерыва выиграл студенческий чемпионат страны и участвовал в командном чемпионате Европы 2014 года, где в эстафете 4×400 метров британцы финишировали четвёртыми.
В 2015 году показывал на соревнованиях стабильно высокие результаты. Бежал в полуфинале чемпионата Европы в помещении в личном виде и был пятым в эстафете. На командном чемпионате Европы установил личный рекорд (45,09), который принёс ему победу на этом турнире. Наконец, не смог пройти дальше предварительных забегов на 400 метров на чемпионате мира, но в эстафете помог сборной Великобритании завоевать бронзовые медали.
На чемпионате Европы 2016 года не смог отобраться в восьмёрку сильнейших в личном виде (14-е место в полуфинале). В эстафете выступал в предварительном забеге, а в финале, где британцы взяли бронзу, был заменён.
Был включён в состав сборной на Олимпийские игры в Рио-де-Жанейро, но провёл их в качестве запасного и так и не вышел на старт.

## Основные результаты
| Год  | Турнир                         | Место проведения      | Дисциплина       | Место       | Результат |
| ---- | ------------------------------ | --------------------- | ---------------- | ----------- | --------- |
| 2011 | Чемпионат Европы среди юниоров | Таллин, Эстония       | 400 м            | 8-е         | 47,56     |
| 2011 | Чемпионат Европы среди юниоров | Таллин, Эстония       | эстафета 4×400 м | 4-е         | 3.08,71   |
| 2014 | Командный чемпионат Европы     | Брауншвейг, Германия  | эстафета 4×400 м | 4-е         | 3.03,44   |
| 2015 | Чемпионат Европы в помещении   | Прага, Чехия          | 400 м            | 9-е (1/2)   | 47,29     |
| 2015 | Чемпионат Европы в помещении   | Прага, Чехия          | эстафета 4×400 м | 5-е         | 3.08,56   |
| 2015 | Командный чемпионат Европы     | Чебоксары, Россия     | 400 м            | 1-е         | 45,09     |
| 2015 | Чемпионат мира                 | Пекин, Китай          | 400 м            | 32-е (заб.) | 45,49     |
| 2015 | Чемпионат мира                 | Пекин, Китай          | эстафета 4×400 м | 3-е         | 2.58,51   |
| 2016 | Чемпионат Европы               | Амстердам, Нидерланды | 400 м            | 14-е (1/2)  | 46,00     |
| 2016 | Чемпионат Европы               | Амстердам, Нидерланды | эстафета 4×400 м | 1-е (заб.)  | 3.01,63   |